# Sozialrevolutionäre

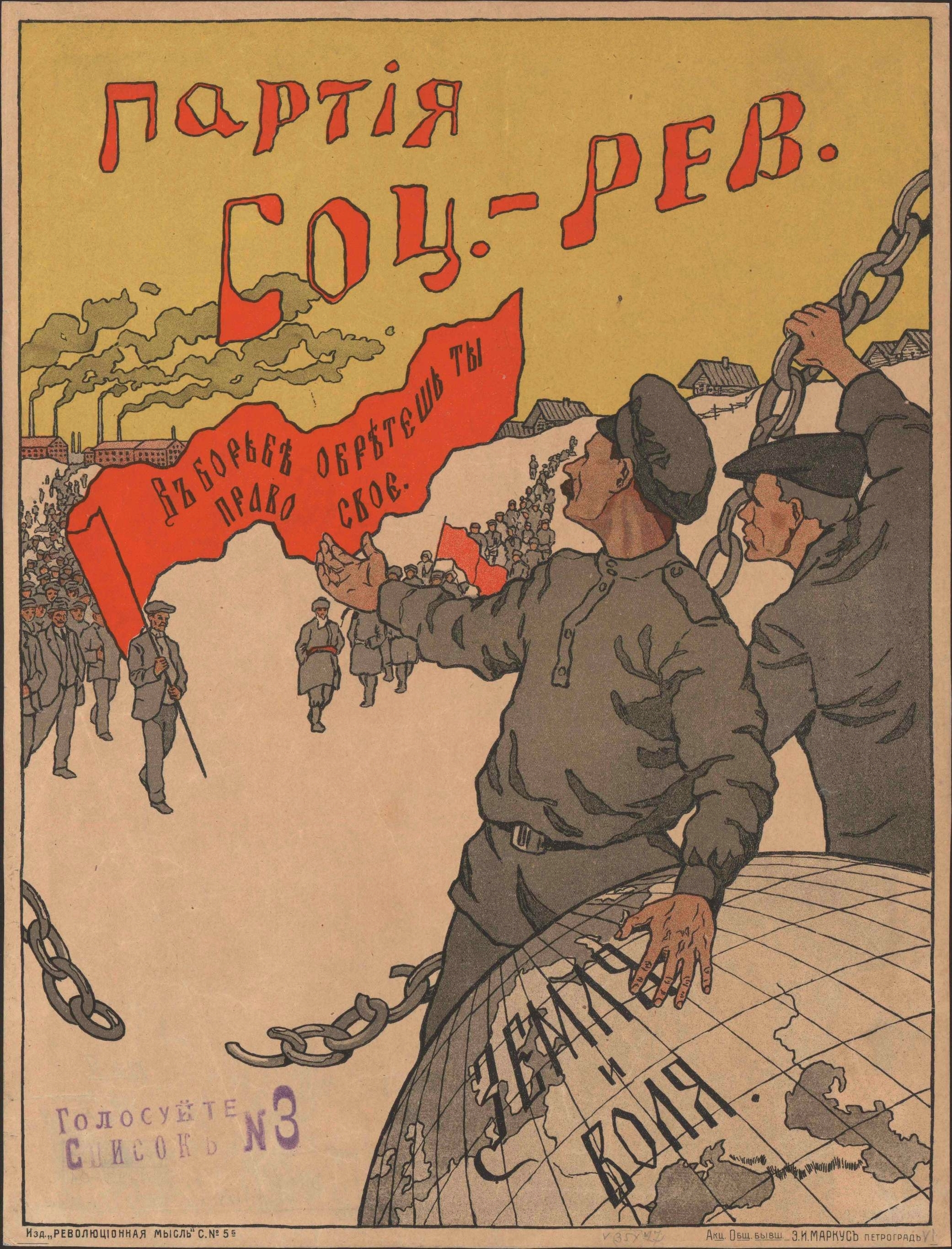
Wahlplakat der Partei der Sozialrevolutionäre aus dem Jahr 1917. Auf dem roten Banner steht übersetzt: „Im Kampf erringst du dein Recht“, auf der Erdkugel heißt es: „Land und Freiheit“.

Die Partei der Sozialrevolutionäre (russisch Партия социалистов-революционеров; kurz: Sozialrevolutionäre/SR) war eine linke Partei in Russland, die Ende 1901/Anfang 1902 durch die Vereinigung von verschiedenen Gruppen der Narodniki (russ. Volkstümler) entstand. Zu ihren Führern zählten u. a. Wiktor Michailowitsch Tschernow als Parteiführer, Nikolai Dmitrijewitsch Awksentjew, Abram Rafailowitsch Goz, Jekaterina Konstantinowna Breschko-Breschkowskaja, Boris Wiktorowitsch Sawinkow, Jewno Fischelewitsch Asef, Chaim Schitlowsky. Das Organ der Partei war die Zeitung Delo Naroda.

## Zarenreich

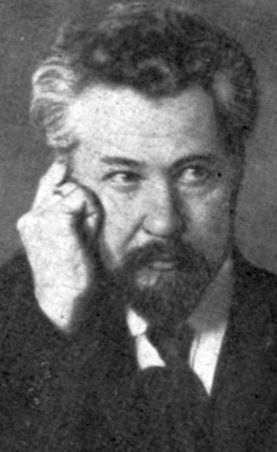
Wiktor Michailowitsch Tschernow, der Parteivorsitzende der Sozialrevolutionäre. Aufnahme aus dem Jahr 1917.

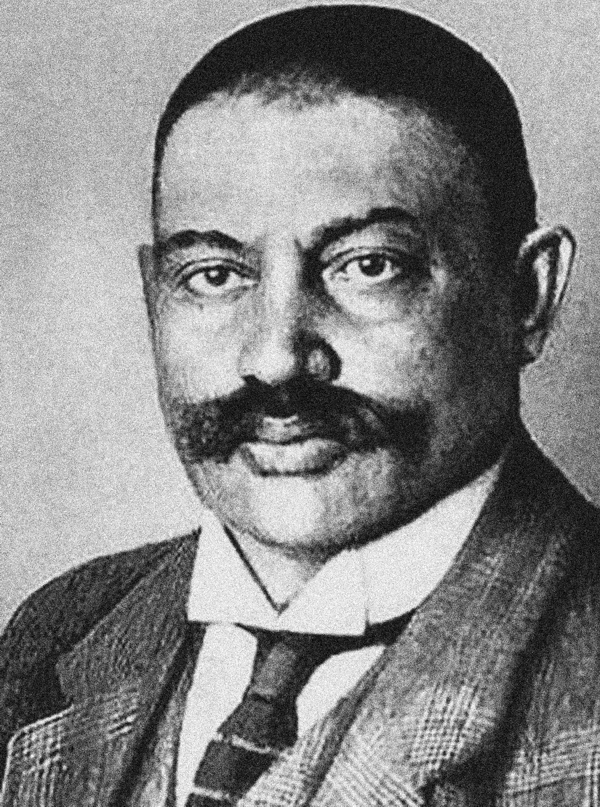
Jewno Asef, der Chef der Kampforganisation der Sozialrevolutionäre

Alexander Fjodorowitsch Kerenski. Aufnahme aus dem Jahr 1917

Nach der Revolution von 1905, in der sie keine große Rolle gespielt hatten, waren die Sozialrevolutionäre in den Jahren 1906/07 in der 1. und 2. Staatsduma vertreten. In den Jahren davor und danach war die Partei illegal. Der Zusammensetzung nach kamen die Angehörigen hauptsächlich aus der Intelligenzija, der Gruppe der kleinen Angestellten, dem Industrieproletariat und nur zum Teil auch aus der Bauernschaft. Obwohl sie in der Landbevölkerung das revolutionäre Subjekt einer kommenden Umwälzung erblickten, hatten sie deutliche Schwierigkeiten, bei ihrer Zielgruppe – den Kleinbauern und der verarmten Landbevölkerung – Fuß zu fassen. In dieser Zeit kam es zu ersten Spaltungen der Sozialrevolutionäre: 1906 traten die Trudowiki und die Sozialrevolutionäre-Maximalisten aus der Partei aus. In diesem Jahr erreichte die Mitgliederzahl der Partei 42.000 und betrug damit nur etwas mehr als die Hälfte der Mitgliederzahl der marxistisch ausgerichteten Sozialdemokratischen Arbeiterpartei Russlands (SDAPR). Die Zahl ihrer unorganisierten Anhänger wird von dem Osteuropahistoriker Manfred Hildermeier für deutlich größer gehalten.
Wenn die Sozialrevolutionäre auch im Prinzip die Bedeutung von Massenbewegungen anerkannten, so bevorzugten sie doch den individuellen Terror als grundlegendes taktisches Mittel im Kampf gegen die zaristische Autokratie. Hierzu bildeten sie 1902 die Sozialrevolutionäre Kampforganisation unter Führung von Grigori Gerschuni und Jewno Asef, die zahlreiche Attentate auf zaristische Beamte verübte, darunter auf die Innenminister Sipjagin und von Plehwe sowie den Großfürsten Sergei Alexandrowitsch Romanow. Im Jahr 1908 wurde Asef als Polizeispitzel entlarvt und die Kampforganisation zerschlagen.
Das Programm der Sozialrevolutionäre forderte in erster Linie eine „Sozialisierung des Landes“: Durch eine Bodenreform oder durch wilde Enteignungen sollte der Großgrundbesitz in Gemeinbesitz der Kleinbauern überführt werden. Daneben traten sie ein für die Errichtung einer demokratischen Republik nach föderativen Grundsätzen, die Einführung des allgemeinen Wahlrechts, die Rede-, Presse-, Gewissens-, Versammlungs- und Korporationsfreiheit, die Trennung von Kirche und Staat, die allgemeine unentgeltliche Bildung und die Abschaffung des stehenden Heeres. In der Arbeiterfrage waren die Sozialrevolutionäre Anhänger des Achtstundentages, der Sozialversicherung auf Kosten des Staates und der Fabrikbesitzer sowie der Organisierung von Gewerkschaften. Sie verneinten die Gegensätze innerhalb der Bauernschaft, lehnten die von der SDAPR postulierte führende Rolle der Arbeiterschaft in der Revolution und die Diktatur des Proletariats ab.

## Februarrevolution und Doppelherrschaft
Nach der Februarrevolution 1917 wurde die Partei wieder zugelassen und aktivierte ihre Agitation. Viele ihrer Führer, darunter auch Tschernow, kehrten aus dem Exil zurück. Sie besaß Organisationen in 63 Gouvernements, in den Flotten und an den Fronten der kämpfenden Armee. Zusammen mit den Menschewiki spielte sie von Juli bis August 1917 die führende Rolle bei den meisten Sowjets. Im März 1917 trat Alexander Kerenski, der kurz zuvor von den Trudowiki zu den Sozialrevolutionären übergetreten war, in die bürgerliche Koalitionsregierung unter Fürst Lwow ein. Damit waren die Sozialrevolutionäre Regierungspartei. Als solche unterstützten sie die unpopuläre Kriegspolitik, für die vor allem der Außenminister Pawel Miljukow von der bürgerlichen Kadettenpartei stand. Dessen ungeschickte Note an die Alliierten, in der er versprach, den Krieg bis zum Sieg über die Mittelmächte fortzusetzen, löste die so genannte Aprilkrise und eine Umbildung der Regierung aus. Tschernow wurde Landwirtschaftsminister, Kerenski übernahm das Kriegsministerium. Die Partei schien auf dem Höhepunkt ihrer Macht: Mitte Mai 1917 betrachteten sich eine Million Menschen als Sozialrevolutionäre, damit waren sie die größte Partei in Russland. Bei den Kommunalwahlen im Mai und Juni 1917 wurden sie mit durchschnittlich 16,6 % der Mandate stärkste Partei, in Moskau errangen sie mit 58 % der Stimmen sogar die absolute Mehrheit, während sie in Petrograd nach Kadetten und Bolschewiki nur auf den dritten Platz kamen. Auch auf der Konferenz der Bauernräte und dem Allrussischen Kongress der Arbeiter- und Soldatendeputierten, die im Mai und Juni 1917 in Petrograd zusammenkamen, stellten die Sozialrevolutionäre die stärksten Fraktionen.
Diese äußeren Erfolge verdeckten nur scheinbar die inneren Probleme der Partei, die in der Frage der Fortsetzung des Krieges außerordentlich stark zerstritten war. Auf einem Parteitag Ende Mai konnte eine Spaltung mit knapper Not vermieden werden, indem Parteichef Tschernow eine Resolution formulierte, die sich sowohl für eine internationale Friedenskonferenz zur Beendigung des Krieges als auch für eine Fortsetzung des Verteidigungskrieges bis zum Sieg aussprach. Der linke Flügel der Partei um Maria Spiridonowa begann in der Folge offen mit den Bolschewiki, die seit Lenins Aprilthesen klar für eine sofortige Beendigung des Krieges und für eine Enteignung der Großgrundbesitzer eintraten, gegen die Regierung zusammenzuarbeiten.
Die beiden sozialrevolutionären Regierungsmitglieder machten sich in der Folge durch ihre Politik unbeliebt: Parteiführer Tschernow gelang es nicht, die Bodenreform in die Wege zu leiten, die doch im Mittelpunkt des Parteiprogramms stand. Da sie mit erheblichen sozialen Umwälzungen einhergehen würde, wollte er sie erst nach Beendigung des Krieges beginnen lassen. Kerenski aber betrieb mit der Kerenski-Offensive energisch dessen Fortsetzung. Die Verstaatlichung der Güter der kaiserlichen Familie und der so genannten Kabinettsländereien konnten die Enttäuschung der Landbevölkerung nicht lindern, die sich zunehmend von der Regierung ab- und den Linken Sozialrevolutionären zuwandte.
Im Juli 1917 versuchten die Bolschewiki, die immer unbeliebtere Regierung durch einen Putsch abzusetzen, der aber niedergeschlagen wurde. Die Sozialrevolutionäre ergriffen nicht die Chance, über ihre starke Stellung in den Räten die Macht für sich zu ergreifen und die Doppelherrschaft sowie die Zusammenarbeit mit den bürgerlichen Kadetten zu beenden: Ein Matrose soll Tschernow wütend angeschrien haben: „Ergreife die Macht, du Hurensohn, wenn man sie dir gibt!“ Stattdessen setzte die Partei auf einen legalistischen Kurs und eine Fortsetzung der Koalition mit den Kadetten. Die provisorische Regierung wurde erneut umgebildet: Kerenski übernahm zusätzlich den Posten des Ministerpräsidenten, Boris Wiktorowitsch Sawinkow wurde sein Stellvertreter im Kriegsministerium, und mit Nikolai Awksentjew als Innenminister kam ein vierter Sozialrevolutionär in die Regierung. Wenige Wochen später trat Tschernow zurück, dem keine Fortschritte bei der Bodenreform gelangen, bei der ihm sein Parteifreund Awksentjew vom Innenministerium immer neue Steine in den Weg legte. Neuer Landwirtschaftsminister wurde Semjon Leontjewitsch Maslow, der noch zögerlicher agierte als sein Vorgänger.
Die erfolgreiche Niederschlagung des Putschversuchs von General Lawr Georgijewitsch Kornilow im August 1917 stärkte die Sozialrevolutionäre nicht. Der stellvertretende Kriegsminister Sawinkow, der mit Kornilow sympathisiert hatte, wurde aus der Partei ausgeschlossen. Parteichef Tschernow, der so lange für eine Zusammenarbeit mit den Kadetten gestritten hatte, wehrte sich nun gegen eine Neuauflage der Koalition, weshalb die Regierung vorübergehend in die Hand eines fünfköpfigen Direktoriums überging, dem außer Kerenski gar kein Sozialrevolutionär mehr angehörte. Der linke Parteiflügel setzte sich nun immer deutlicher vom Regierungskurs der übrigen Partei ab: Er forderte eine sofortige Beendigung des Kriegs und eine sofortige Enteignung der Großgrundbesitzer zugunsten der Kleinbauern und der Landlosen. Die Bodenreform dürfe nicht mehr aus Rücksicht auf den liberalen Koalitionspartner verschoben werden. 
Auf einer demokratischen Konferenz, die im September tagte, um die Wahl einer Verfassungsgebenden Versammlung vorzubereiten, zeigte sich noch einmal scheinbar die Stärke der Partei: Von den 1.200 Delegierten stellte sie 532, von denen sich 71 zum linken Parteiflügel bekannten. Diese Stärke spiegelte sich nicht in dem Kabinett wider, das Kerenski im Oktober zusammengebracht hatte: Hier waren nur zwei Sozialrevolutionäre gegenüber drei Kadetten, vier Menschewiken und sieben Ministern, die keiner Partei angehörten, deutlich in der Unterzahl. Der Bedeutungsverlust der Partei zeigte sich bei den Wahlen zu den Moskauer Stadtbezirkspräsidenten, bei denen die Sozialrevolutionäre mit nur mehr 14,4 % abgeschlagen hinter den Bolschewiki auf Rang zwei landeten.

## Oktoberrevolution und Sowjetherrschaft
Am 24. Oktober 1917 begannen die Bolschewiki in Petrograd die Oktoberrevolution und stürzten die provisorische Regierung. Dies verkündete Lenin am Folgetag auf dem II. Allrussischen Sowjetkongress, bei dem die Sozialrevolutionäre mit 193 von 649 Delegierten deutlich in der Minderheit waren. Gemeinsam mit den Menschewiki verließ etwa die Hälfte der Sozialrevolutionäre unter Protest den Saal, die linken Parteimitglieder blieben. Sie wurden am 27. Oktober 1917 aus der Sozialrevolutionären Partei ausgeschlossen. Damit war die Partei auch organisatorisch gespalten. Im Dezember 1917 traten die Linken Sozialrevolutionäre als Koalitionspartner in die neue Regierung ein, den Rat der Volkskommissare. Andrej Kolegajew wurde Volkskommissar für Landwirtschaft, Isaac Nachman Steinberg für Justiz und Prosch Pertschewitsch Proschjan übernahm das Post- und Telegraphenressort. Die Regierungsbeteiligung blieb Episode, denn die Linken Sozialrevolutionäre verließen aus Protest gegen den Frieden von Brest-Litowsk, in dem Trotzki auf große Teile des Territoriums des Zarenreichs verzichtet hatte, im März 1918 die Koalition.
Die in der Partei verbliebenen Sozialrevolutionäre standen dem bolschewistischen Umsturz von Anfang an ablehnend gegenüber. Aus den Wahlen zur Konstituierenden Versammlung vom November 1917 gingen die Sozialrevolutionäre als stärkste Partei hervor. Sie erreichten 54 % der Stimmen und stellten 380 der 703 Abgeordneten, wohingegen die Bolschewiki auf 24 %, die mit ihnen verbündeten Linken Sozialrevolutionäre nur auf 5,5 % kamen. Die Anhänger Lenins hatten die Mehrheit deutlich verfehlt und lösten daher in der Nacht zum 6. Januar 1918 die Konstituante mit Waffengewalt auf. Darauf organisierten die Sozialrevolutionäre Streiks und Proteste, die aber von den Bolschewiki niedergeschlagen wurden, Nikolai Awksentjew geriet vorübergehend in Haft. Im Juni 1918 wurde die Partei zusammen mit den Menschewiki von den Wahlen zu den Sowjets und aus dem Allrussischen Zentralexekutivkomitee ausgeschlossen, worauf die Parteiführung in das zuvor von den Tschechoslowakischen Legionen eroberte Samara im Wolgagebiet umzog und dort die Komutsch-Regierung bildete. Nun griffen die Sozialrevolutionäre auf das Mittel des Terrors zurück, für das sie in der Zarenzeit bekannt gewesen waren: Aus dem Untergrund bildeten sie Gruppen, die durch Anschläge und die Organisation von Aufständen das bolschewistische Regime stürzen sollten. Am 20. Juni 1918 wurde das Petrograder ZEK-Mitglied W. Wolodarski von einem Mitglied der wiederbelebten Kampforganisation erschossen. Anfang Juli brach in Jaroslawl, Murom, Rybinsk ein von Sawinkow organisierter Aufstand aus. Gleichzeitig ermordeten Linke Sozialrevolutionäre, mit denen sich die übrige Partei in ihrer Ablehnung der Bolschewiki und des Friedens von Brest-Litowsk einig war, in Moskau den deutschen Botschafter Wilhelm von Mirbach-Harff und gaben damit das Signal zu einem Aufstand der Linken Sozialrevolutionäre. In Ischewsk ereignete sich von August bis November ein antibolschewistischer Aufstand, hier unter Beteiligung gemäßigter Sozialrevolutionäre. Am 30. August 1918 erschoss der Sozialrevolutionär Leonid Kannegiesser den Chef der Petrograder Tscheka Moissei Solomonowitsch Urizki. Am gleichen Tag verletzte Fanny Kaplan Lenin mit zwei Schüssen lebensgefährlich. Die Bolschewiki reagierten darauf am 5. September mit dem Dekret über den Roten Terror: Viele sozialrevolutionäre Oppositionelle wurden erschossen oder in Konzentrationslager eingeliefert. 
Mit der Auflösung der Tschechoslowakischen Legionen im Oktober 1918 ging der Rückhalt für das Komutsch in Samara verloren. Die Komutsch-Regierung floh vor anrückenden roten Truppen nach Ufa, wo sich ein fünfköpfiges Direktorium, darunter General Boldyrew, der als Oberbefehlshaber vorgesehen war, als Regierung bildete. Es tagte in einem Eisenbahnwaggon als „Regierungssitz“ in Omsk, ehe es nur acht Wochen später nach dem Putsch Admiral Koltschaks aufgelöst wurde. Den Sozialrevolutionären war es nicht gelungen, „zwischen roter und weißer Diktatur eine «dritte Kraft» zu bilden und ihr zum Sieg zu verhelfen“. Einige Sozialrevolutionäre suchten daraufhin ein Bündnis mit den Roten, während andere sich den Weißen oder der Bauernbewegung („Grüne“) anschlossen und unter anderem 1920–1921 den Bauernaufstand von Tambow unterstützten. 1923 gab es die Partei in der Sowjetunion nicht mehr. Ihre Führer emigrierten oder wurden verhaftet, ihre ehemaligen Mitglieder kamen in den dreißiger Jahren ins Gulag oder wurden erschossen. Ehemalige Sozialrevolutionäre waren eine der besonders intensiv verfolgten Opfergruppen in der Massenoperation zur Repression ehemaliger Kulaken, Krimineller und anderer antisowjetischer Elemente in den Jahren 1937/1938, Josef Stalin selbst hatte ihre verschärfte Verfolgung angemahnt.

## Exil
Die Sozialrevolutionäre setzten ihre Arbeit im Exil fort. Ein Auslandsausschuss des Zentralkomitees wurde in Prag eingerichtet. Die Partei war von 1923 bis 1940 Mitglied der Sozialistischen Arbeiterinternationale. Der Großteil des Partei-Archivs der Partei (21 laufende Meter, dazu 146 Mikrofilme) wird seit Jahrzehnten vom Internationaal Instituut voor Sociale Geschiedenis betreut.

## Gründe für das Scheitern
Manfred Hildermeier sieht als Gründe für das Scheitern die Spaltung der Sozialrevolutionäre und Defizite in der inneren Struktur der Partei, vor allem aber in der Politik der Sozialrevolutionäre. Die Partei habe ihren Massenanhang nicht zu organisieren vermocht. Die versprochenen Agrarreformen seien außerdem mit Rücksicht auf den bürgerlichen Koalitionspartner, der machtpolitisch durchaus verzichtbar gewesen sei, immer weiter hinausgeschoben worden. Damit habe die Partei ihren großen Kredit bei der Dorfbevölkerung „leichtfertig verspielt“.